# Paul Van Doren
Paul Van Doren (12. června 1930 Boston – 6. května 2021) byl americký podnikatel. Byl zakladatelem značky Vans, sídlící v Kalifornii ve Spojených státech.

## Život
Paul Van Doren se narodil jako jeden z pěti dětí Johnsona a Reny Van Dorenových. Jeho matka byla švadlena, otec vynálezce. Ve čtrnácti letech poněkolikáté propadl ve škole, a proto z ní odstoupil. V té době se věnoval hlavně ježdění na koních, na závodní dráhy chodil každý den. Jeho matka ale trvala na tom, aby si našel práci v továrně na boty.
V továrně pro výrobu bot pracovat Van Doren až do roku 1966, kdy s bratrem Jamesem začali vyrábět vlastní značku obuvi zvanou Vans. V budování firmy jim pomáhali i jejich přátelé Gordon, Ryan Emmert a Serge D’Elia. O čtyři roky později, roku 1970, měla již značka Vans více než 70 obchodů jen v Kalifornii. Roku 1976 ale Paul předal firmu bratrovi Jamesovi a sám se začal věnovat svým koníčkům.